# میکائیل سوندمان
میکائیل سوندمان (انگلیسی: Mikael Sundman؛ زادهٔ ۲۰ ژانویهٔ ۱۹۴۷) مؤلف (پدیدآور)، معمار، و نویسنده اهل فنلاند است.